# Ангельские сёстры святого Павла
Ангельские сёстры святого Павла (итал. Suore angeliche di San Paolo) — католический женский орден; был учреждён в Милане в 1530 году графиней Торелли-де-Гвасталла (Ludovica Torelli, 1500—1569) и утверждён папой Павлом III в 1534 году Являлся женским отделением ордена варнавитов, — регулярных клириков св. Павла.
Ангельские сёстры носили грубое платье, деревянный крест на груди, верёвку на шее и иногда терновый венец, но свобода их нравов заставила во многих местах закрыть их монастыри и ввести в их устав затворничество, ранее не обязательное.